# Escola Normal Superior de Lião
A Escola Normal Superior de Lião, também conhecida como ENS de Lião ou ENSL, é uma escola superior pública francesa especializada em pós-graduações, sediada na cidade de Lião. Tal como as suas congêneres, esta grande escola dedica-se à investigação e às pedagogias, formando professores, catedráticos, cientistas e alguns administradores públicos.
A escola é composta por duas unidades acadêmicas - Artes e Ciências - com campi próximos à confluência dos rios Reno e Sona.
Embora mantenha extensas conexões com a Universidade de Lião e instituições de pesquisa externas, incluindo o Centro Nacional da Pesquisa Científica, a escola permanece independente.

## História

### Formação de professores para as escolas normais
A ENSL é descendente de duas instituições educacionais importantes fundadas por Jules Ferry :
- Escola Normal Superior de Fontenay-aux-Roses, para meninas, fundada em 13 de julho de 1880.
- Escola Normal Superior de Saint-Cloud, para meninos, fundada em 22 de dezembro de 1882.

Recrutando entre os mais brilhantes alunos franceses, essas duas escolas costumavam formar os futuros professores das escolas normais francesas. Considerando que essas escolas eram amplamente consideradas meritocráticas, suas irmãs - a mais velha, Escola Normal Superior de Rue d'Ulm, e sua contraparte feminina, a Escola Normal Superior para Meninas de Sèvres -, que formavam acadêmicos, eram de fato dedicado aos herdeiros das elites parisienses.

### A mudança no sentido de ensino secundário e superior
Após o declínio das escolas normais e uma reforma da educação nacional, o decreto de 19 de fevereiro de 1945 concedeu a ambas as instituições o título de Escolas Normais Preparatórias de Ensino Secundário. O propósito das Escolas mudou no contexto de uma democratização do sistema secundário. Em 1956, a duração dos estudos foi aumentada para quatro anos a fim de instituir uma preparação para a agregação - uma qualificação de ensino. Cada vez mais abertos à pesquisa, eles alinharam suas estratégias de desenvolvimento com as ENS de Ulm e Sèvres.
Em 1976, certas seções literárias da Escola Normal Superior de Tecnologia de Cachan foram transferidas para Fontenay-aux-Roses e outras para Saint-Cloud. Em 1981 ocorre definitivamente a fusão de Fontenay-aux-Roses e Saint-Cloud, formando a Escola Normal Superior Fontenay-Saint-Cloud.

### A realocação em Lião
Como parte do processo de descentralização da França, os departamentos científicos das Escolas mudaram-se, em 1987, para Gerland, um antigo distrito industrial de Lião, nas instalações do atual campus Monod. A instituição realocada foi denominada Escola Normal Superior de Lião.
Estudantes de humanidades permaneceram na região de Paris dentro da Escola Normal Superior Fontenay-Saint-Cloud. Em 2000, a Fontenay-Saint-Cloud foi informalmente rebatizada como Escola Normal Superior de Letras e Ciências Humanas, sendo transferida para o novo Campus Descartes, também localizado em Gerland.
Em 1º de janeiro de 2010, os dois ramos se fundiram para se tornar uma única instituição, mantendo o nome de Escola Normal Superior de Lião.